# Bezirk Bastogne
Der Bezirk Bastogne (französisch arrondissement administratif de Bastogne) ist einer von fünf Verwaltungsbezirken in der belgischen Provinz Luxemburg. Er umfasst eine Fläche von 1.042,99 km² mit 50.851 Einwohnern (Stand: 1. Januar 2024) in sieben Gemeinden.

## Gemeinden im Bezirk Bastogne
| Gemeinde        | Einwohner 1. Januar 2024 | Fläche km² | Dichte Einw./km² | NIS- Code | Postleitzahl     |
| --------------- | ------------------------ | ---------- | ---------------- | --------- | ---------------- |
| Bastogne        | 16.921                   | 263,70     | 64               | 82003     | 6600, 6686–6688  |
| Fauvillers      | 2.453                    | 74,11      | 33               | 82009     | 6637             |
| Gouvy           | 5.474                    | 165,11     | 33               | 82037     | 6670–6674        |
| Houffalize      | 5.307                    | 166,58     | 32               | 82014     | 6660–6663, 6666  |
| Sainte-Ode      | 2.720                    | 97,86      | 28               | 82038     | 6680–6681        |
| Vaux-sur-Sûre   | 6.269                    | 135,87     | 46               | 82036     | 6640, 6642       |
| Vielsalm        | 7.940                    | 139,76     | 57               | 82032     | 6690, 6692, 6698 |
| Bezirk Bastogne | 50.851                   | 1.042,99   | 49               | 82000     | –                |

## Veränderungen im Gemeindebestand
2025:
- Fusion von Bastogne und Bertogne → Bastogne